# Olosz Egon
Olosz Egon (Kisjenő, 1920. február 5. – Marosvásárhely, 1995. december 18.) erdélyi magyar orvos, szakíró. Olosz Lajos költő fia.

## Életútja
Középiskoláit Kolozsvárt és Aradon végezte, az aradi Moise Nicoară Líceumban érettségizett (1938). Orvosi oklevelet a Ferenc József Tudományegyetemen szerzett (1944). Gyakornokként kezdte pályáját a Miskolczy Dezső vezette marosvásárhelyi ideg- és elmegyógyászati klinikán, 1947-től a Láng István vezette belgyógyászati klinikára került. 1950-től tanársegéd, majd adjunktus a Dóczy Pál, 1957-től a Horváth Endre irányította belgyógyászati klinikán. Elnyerte az orvostudományok doktora címet (1972), és kinevezték előadótanárnak. 1978-tól professzor és a klinika vezetője, néhány éven át dékánhelyettes, nyugdíjazásig (1990). Az Európai Szívgyógyászati Társaság tagja. Az Orvosi Szemle szerkesztőbizottsági titkára.

## Munkássága
Kutatási területei: a vesebetegségek, a szív- és érbetegségek kórtana és kezelése. Tanított sportorvostant, dietetikát, endokrinológiát is. A klinikai tünettanba a diagnosztikai logika matematikai nyelven történő kifejezésére bevezette a halmazelmélet és a valószínűségszámítás módszereit, ezzel Marosvásárhelyen belgyógyászati tünettani iskolát alapított. Tanulmányait közölte az Orvosi Szemle, Medicina Internă és a Revue Roumaine de Medicine Interne. Értekezett az orvosképzés korszerűsítéséről; ismeretterjesztő cikkei az Új Életben jelentek meg.
Kőnyomatos jegyzetei: Semiologie medicală (1970); Belgyógyászati tünettan I-II. (1978, 1981).